# کاپوندا
کاپوندا (به انگلیسی: Kapunda) یک شهرک در استرالیا است که در استرالیای جنوبی واقع شده‌است.